# Cireșarii (film)
Cireșarii este un film românesc din 1984 regizat de Adrian Petringenaru. Rolurile principale au fost interpretate de actorii Ion Marinescu, Petre Gheorghiu-Dolj și Ernest Maftei. A avut premiera la 24 decembrie 1984. Scenariul se bazează pe seria de romane omonime de Constantin Chiriță.

## Rezumat
Un echipaj pionieresc pune la cale o periculoasă expediție într-o peștera în care s-au încuibat doi răufăcători. Cireșarii se vor descurcă cu brio.

## Distribuție
- Răzvan Baciu — pionierul Tic, fratele mai mic al Mariei
- Alina Croitoru — pioniera Lucia Istrate
- Alina Dumitrescu — pioniera Maria Florescu
- Robert Enescu — pionierul Ionel Enescu, secundul echipajului
- Horațiu Medveșan — pionierul Victor Medveșan, căpitanul echipajului
- Alexandru Rotaru — pionierul Dan Rotaru, cronicarul expediției
- Gabriel Sîrbu — pionierul Teodor Teodoru poreclit „Ursu”
- Florin Iordan — pionierul Sergiu
- Marius Petre — pionierul Pompilică, prietenul lui Sergiu
- Ion Marinescu — vânătorul Petrăchescu, tâlhar
- Petre Gheorghiu-Dolj — Bărbosul, tâlhar, complicele lui Petrăchescu
- Ernest Maftei — moș Timofte, paznicul școlii
- Nicolae Dinică — ing. Florescu, tatăl Mariei și al lui Tic
- Victorița Dobre-Timonu — mama lui Ursu
- Ștefan Velniciuc
- George Zavera
- Petre Victor
- Ion Mierloiu

## Primire
Filmul a fost vizionat de 1.417.750 de spectatori în cinematografele din România, după cum atestă o situație a numărului de spectatori înregistrat de filmele românești de la data premierei și până la data de 31 decembrie 2014 alcătuită de Centrul Național al Cinematografiei.